# Вампир у Сасексу
„Вампир у Сасексу” (енгл. The Adventure of the Sussex Vampire) је једна од 56 приповедака о Шерлоку Холмсу које је написао Артур Конан Дојл и једна је од дванаест прича у циклусу сакупљеном као Архива Шерлока Холмса (1927). Први пут је објављена у јануару 1924. у часопису The Strand Magazine у Лондону, као и у часопису Hearst's International у Њујорку.

## Радња
Шерлок Холмс добија необично писмо у коме се помињу вампири. Господин Роберт Фергусон, који долази у Улицу Бејкер 221б следећег јутра, уверен је да је његова друга супруга из Перуа сисала крв њиховог сина. Од своје прве супруге остао му је 15-годишњи син по имену Џек, који је као дете доживео несрећу и сада прилично отежано хода. Од инцидента са исисавањем крви, Џека је маћеха необјашњиво ударила двапут, иако господин Фергусон не може да претпостави зашто. Откако ју је муж открио, закључала се у своју собу и одбија да изађе. Само њеној перуанској слушкињи, Долорес, је дозвољено да уђе. Она носи храну госпођи Фергусон.
Чак и пре него што су Холмс и доктор Вотсон кренули у кућу господина Фергусона у Сасексу, Холмс је схватио шта се дешава, и да то нема никакве везе са вампирима. Холмсово путовање је направљено једноставно да би посматрао и потврдио оно што је већ закључио.
По њиховом доласку у Сасекс, собарица госпође Фергусон саопштава да јој је господарица болесна, а доктор Вотсон нуди помоћ. У соби на спрату затиче узнемирену жену – она говори да је све уништено и да би се радије жртвовала него сломила срце свог мужа. Она такође захтева своје дете, које је са медицинском сестром, госпођом Мејсон, откако је господин Фергусон сазнао за инцидент. Холмс испитује јужноамеричко оружје изложено у кући и упознаје Џека. Док се господин Фергусон бави својим млађим сином, Вотсон примећује да Холмс зури у прозор. Не може да замисли зашто његов пријатељ то ради.
Холмс тада открива истину о томе шта се дешавало, на велико олакшање госпође Фергусон јер се управо томе надала: да истина дође са нечијих усана. Испоставило се да је кривац Џек, старији син господина Фергусона, који је изузетно љубоморан на свог младог полубрата. Холмс је то потврдио гледајући Џеков одраз у прозору док је пажња његовог оца била усмерена на бебу. Џек је покушавао да убије свог полубрата гађајући га отровним стрелицама, и тиме се објашњава понашање његове маћехе када је сисала бебин врат: она је исисавала отров. То такође објашњава зашто је ударила Џека и зашто је била болесна када су Холмс и Вотсон стигли. Ране су, дакле, нанете стрелицама, а не њеним уједом.

## Матилда Бригси џиновски пацов са Суматре
У овој приповеци, Холмс помиње Вотсону случај брода Матилда Бригс и џиновског пацова са Суматре, идентификујући га као „причу за коју свет још није спреман”. Ову јединствену референцу проширили су бројни други аутори и извођачи који су или креирали сопствене верзије приче или алудирали на њу у сопственим причама.
Едит Мејзер је написала сценарио заснован на овој референци за радио-серију Авантуре Шерлока Холмса. Сценарио је коришћен за епизоду под називом „Џиновски пацов са Суматре”, која је емитована 9. јуна 1932. године. Епизода са истим насловом такође је емитована у повезаној радио-серији Нове авантуре Шерлока Холмса 1. марта 1942. године.

## Историја објављивања
Приповетка је први пут објављена у британском часопису The Strand Magazine у јануару 1924, као и у америчком часопису Hearst's International истог месеца. Прича је објављена са четири илустрације Хауарда К. Елкока у часопису The Strand и са четири илустрације В. Т. Бенде у часопису Hearst's International. Уврштена је у збирку кратких прича Архива Шерлока Холмса, која је објављена у Уједињеном Краљевству и САД у јуну 1927. године.

## Адаптације

### Телевизија
Епизода „Последњи вампир” телевизијске серије Авантуре Шерлока Холмса, са Џеремијем Бретом у главној улози, заснована је на овој причи, али је случај измењен. У овој верзији, Холмса је позвао градски викар да истражи смрт бебе, а главни осумњичени је новопридошли господин Џон Стоктон, човек за кога се прича да потиче из породице вампира. Током ове истраге, открива се да је Џек, доведен у заблуде због несреће у детињству која га је коштала потпуног коришћења ногу, почео да верује да је вампир због моћи и страха које такво створење изазива, видевши Стоктона као својеврсног „ментора” због своје наизглед вампирске способности да шармира жене. Случај се завршава тако што је Стоктон погинуо у несрећи, а Фергусон је остао толико престрављен овим догађајима да покушава да забије колац у Стоктонов леш, а Џек се баца из срушене куће покушавајући да лети као део своје заблуде.
Епизода анимиране телевизијске серије Шерлок Холмс у 22. веку заснована на овој причи емитована је 1999. године.
Јапанска телевизијска драма из 2018. Госпођица Шерлок адаптирала је ову приповетку у четвртој епизоди прве сезоне, „Породица Вакасуги”, постављајући је у савремени Јапан. Епизода је прилично верна оригиналу, али укључује секундарног антагонисту мотивисаног осветом.

### Радио
Едит Мејзер је адаптирала ову причу као епизоду америчке радио-серије Авантуре Шерлока Холмса. Епизода је емитована 16. фебруара 1931, са Ричардом Гордоном у улози Шерлока Холмса и Лијем Ловелом као др Вотсоном. Сценарио је поново коришћен за епизоду која је емитована 7. марта 1936. (са Гордоном као Холмсом и Харијем Вестом као Вотсоном).
Мејзерова је такође адаптирала ову причу као епизоде америчке радио-серије Нове авантуре Шерлока Холмса, од којих је прва емитована 2. октобра 1939. (са Бејзилом Ратбоном као Холмсом и Најџелом Брусом као Вотсоном), а друга 14. децембра 1947. (са Џоном Стенлијем као Холмсом и Алфредом Ширлијем као Вотсоном).
Радио драматизација приче коју је адаптирао Мајкл Хардвик емитована је на BBC Light програму 1964, као део радио серије из 1952–1969. у којој су глумили Карлтон Хобс као Холмс и Норман Шели као Вотсон.
Приповетка је драматизован за BBC Radio 4 током 1994. године од стране Берта Кулса као део радио-серије из 1989–1998. у којој су глумили Клајв Мерисон као Холмс и Мајкл Вилијамс као Вотсон. Поред њих се појавио Мајкл Траутон као Роберт Фергусон.
Године 2012, прича је адаптирана за радио као епизода Класичних авантуре Шерлока Холмса, серије у америчкој радио-емисији Imagination Theatre, са Џоном Патриком Лоуријем као Холмсом и Лоренсом Албертом као Вотсоном.